# Lépilémur de Sahamalaza
Lepilemur sahamalazensis
Espèce
Statut de conservation UICN

 CR A2acd+3cd+4cd; B2ab(i,iii,iv,v) : 
En danger critique
Le Lépilémur de Sahamalaza (Lepilemur sahamalazensis) est une espèce de primates de la famille des Lepilemuridae endémique à Madagascar.

## Description
Il a une longueur totale d'environ 51 à 54 cm, dont 26 à 27 cm pour la queue.

## Habitat et répartition
On le trouve dans le Nord-Ouest de Madagascar, vivant dans les forêts humides et les forêts secondaires.